# Gao Ling
Gao Ling (Wuhan, 14 de março de 1979) é uma jogadora de badminton chinesa. bicampeã olímpica, especialista em duplas.

## Carreira
Gao Ling representou seu país nos Jogos Olímpicos de Verão de 2000 a 2008, conquistando a medalha de ouro, nas duplas mistas em 2000 e 2004 com Zhang Jun.